# Маджид Арслан
Эмир Маджид Туфик Арслан (араб. الأمير مجيد توفيق أرسلان; февраль 1908, Эш-Шувайфат, Горный Ливан — 18 сентября 1983, Бейрут) — ливанский лидер друзов и глава феодальной друзской правящей семьи Арсланов. Арслан был лидером фракции Язбаки (сторонников Арсланов). Арслан был видной политической фигурой молодого ливанского государства, сыграв роль в обретении независимости Ливана, и затем на протяжении долгих лет был депутатом Ливанского парламента. В качестве министра он занимал ряд правительственных постов: должность министра обороны, здравоохранения, телекоммуникаций, сельского хозяйства и юстиции.

## Личная жизнь
Арслан был сыном эмира Туфика Арслана, принимавшего участие в создании Государства Великий Ливан в 1920 году. У него было три брата — Нухад, Риад и Мельхем, и сестра Захия. Эмир Маджид получил образование в известной французской школе Mission Laïque Française.
В 1932 году он женился на своей кузине, эмире Ламис Шехаб. У них родились двое сыновей: эмир Туфик (1935—2003) и эмир Фейсал (1941—2009).
В 1956 году, после смерти первой жены, Арслан женился во второй раз — на Хауле Джумблат. Она родили трех дочерей (Зейна, Рима и Наджва) и сына Талала, нынешнего главу дома Арсланов, друзского лидера.
Маджид был известен своими искусными навыками верховой езды, которой он занимался в деревне Маджидия (площадью около 3 км²) на юге Ливана, названной в его честь.

## Политическая карьера
На протяжении всей своей жизни он вёл острую борьбу за лидерство среди друзов с Камалем Джумблатом. Он стал самым долго пребывавшим на министерских постах политиком в истории Ливана и был назначен министром обороны двадцать два раза.

### Парламентская деятельность
Эмир Маджид Арслан баллотировался на парламентских выборах 1931 года и одержал победу, заняв друзское место от округа Алайх. Его союзники также выиграли выборы. С 1931 года и вплоть до своей смерти в 1983 году он и его союзники побеждали на всех парламентских выборах — 1934, 1937, 1943, 1947, 1951, 1953, 1957, 1960, 1964, 1968 и 1972 годов.

### Выборы 1982
На выборах президента Ливана 23 августа и 21 сентября поддержал Башира и Амина Жмайелей соответственно.

## Занимаемые должности
В течение 35 лет эмир Маджид Арслан занимал различные министерские посты:
- Октябрь 1937:     Министр сельского хозяйства
- Сентябрь 1943:   Министр здравоохранения и обороны
- Июль 1944:        Министр здравоохранения и обороны
- Май 1946:         Министр здравоохранения и обороны
- Декабрь 1946:     Министр телекоммуникаций и обороны
- Июнь 1947:        Министр телекоммуникаций и обороны
- Июль 1948:        Министр сельского хозяйства и обороны
- Октябрь 1949:     Министр обороны
- Февраль 1954:     Министр здравоохранения и обороны
- Июль 1955:        Министр обороны
- Март 1956:        Министр обороны
- Ноябрь 1956:      Министр здравоохранения и Министр сельского хозяйства
- Август 1957:      Министр телекоммуникаций и обороны
- Март 1958:        Министр сельского хозяйства
- Август 1960:      Министр обороны
- Октябрь 1961:     Министр обороны
- Октябрь 1968:     Министр обороны и Министр юстиции
- Январь 1969:      Министр обороны
- Ноябрь 1969:      Министр обороны
- Май 1969:         Министр обороны
- Июль 1973:        Министр без портфеля
- Октябрь 1974:     Министр здравоохранения
- Июль 1975:        Министр здравоохранения, сельского хозяйства и жилищного строительства

## Независимость Ливана в 1943 году
После окончания Первой мировой войны в 1918 году Франция установила контроль над Ливаном в соответствии с мандатом Лиги Наций. В 1943 году ливанские лидеры и министры провели совещание, на котором был сформулирован Национальный пакт, провозглашавший:
- Ливан — независимая страна с арабским лицом;
- Ливан не должен подчиняться ни Востоку, ни Западу;
- Нет — колониализму;
- Все религиозные конфессии должны быть представлены в министерствах и на государственных должностях;
- Ливанское правительство должно установить контроль над таможней, железными дорогами и  монополией на табак;
- Ливанское правительство должно осуществлять надзор и контроль за своими границами.

10 ноября 1943 года Франция отреагировала на это арестом президента Ливана Бишары эль-Хури, премьер-министра Риада ас-Сольха и министров Камиля Шамуна, Аделя Оссейрана и Абдул Хамида Караме. Для транспортировки политических заключённых в цитадель Рашайя в долину Бекаа французские власти использовали сенегальских наёмников. Министры Сабри Хамаде, Хабиб Абу Шахла и собственно сам Арслан избежали ареста, так как в ту ночь находились не у себя дома. Один из братьев Маджида также скрылся — он бежал в деревню Мадждель-Баана, где нашёл убежище у членов семей Абдель Халек, Аби Джумаа и Наср.

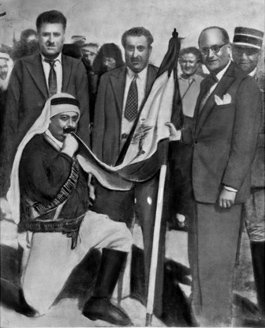
Маджид Арслан целует ливанский флаг

11 ноября 1943 года Арслан, Хамаде и Абу Шахла провозгласили создание правительства Свободного Ливана. Хабиб Абу Шахла занял пост премьер-министра, а эмир Арслан — главы Национальной гвардии, военного сопротивления французскому мандату. Штаб-квартира нового правительства разместилась в деревне Бешамун, в 30 км от Бейрута, в доме Хусейна и Юсефа Эль-Халаби. Их правительство стало именоваться Бешамунское.
В это время братья Туфик Хамдан (род. 11 февраля 1927 — ум. 3 августа 2009) и Адель Хамдан (род. 1924) первыми заметили колонны французских войск, спускавшихся с гор близ города Айтате, у окраины Айн-Ануба. Они немедленно вернулись и предупредили местных жителей о приближении противника. Мужчины из Айн-Ануба взялись за оружие и перекрыли дорогу в районе поселения Синдияне. Когда французские войска попытались расчистить путь, завязалось сражение. Во главе защитников стояли Адиб Эльбини, Наиф Сужа (1895–1944) с сыном Наджибом Сужа (1927 — 24 сентября 1981), а также многие другие. Единственным павшим героем этого боя стал Саид Фахреддин (?-11 ноября 1943), который, забравшись на французский танк, сбросил внутрь его гранаты, пожертвовав собой ради победы.
Сражение завершилось победой ополченцев. Именно в этот момент, находясь в доме семьи Эль-Халаби в Бешамуне, где он укрывался от французского преследования, Маджид Арслан торжественно провозгласил Свободный Ливан. В это время по всей стране вспыхнули волнения, забастовки и массовые выступления. Депутаты парламента провели тайное заседание, на котором был утверждён новый национальный флаг. Его передали временному кабинету министров в Бешамуне.
21 ноября 1943 года, под давлением массовых беспорядков, общенациональной забастовки, вооружённого сопротивления в Айн-Анубе, а также в результате дипломатического вмешательства арабских и западных стран (в первую очередь Великобритании), французские власти освободили арестованных политических деятелей. Освобождённые лидеры, возвращаясь в Бейрут, сделали остановку в Бешамуне, чтобы выразить благодарность повстанцам. Здесь они исполнили национальный гимн Ливана, а эмир Маджид Арслан встал на колени перед ливанским флагом и поцеловал его.
22 ноября 1943 года Ливан был официально провозглашён независимым государством.